# شامل حمزتوف
شامل رجبوفيتش حمزتوف (الروسية: Шамиль Раджабович Гамзатов) (ولد في 9 أغسطس 1990 في داغستان) هو ممارس جيو جيتسو البرازيلية وفنان مختلط في فنون الدفاع عن النفس من تراث أفار. يتنافس في قسم الوزن الثقيل الخفيف من السلسلة العالمية للقتال والبطولة المطلقة بيركوت . كما تنافس في قسم الوزن المتوسط من دوري المقاتلين المحترفين .  وهو يقاتل حاليًا في بطولة القتال النهائي .

## خلفية
ولد في مدينة كيزليار الداغستانية في عائلة سنية متدينة من أصل أفار من قرية تسوريب في منطقة تشارودينسكي . بدأ التدريب في المصارعة الحرة في 8 سنوات من العمر ، بعد إصابة في الركبة تقاعد. في سن 15 سنة بدأ التدريب في الهواة MMA تحت Zalimkhan Tatev. حصل على ألقاب MMA الأوروبية والعالمية في مستوى الهواة. كما أنه بطل داغستان الوطني للكيك بوكسينغ ، 3 مرات يتصارع الفائز في بطولة أبوظبي. مكافحة بطولة سامبو شمال القوقاز 3rd 2015 عند 100   كلغ.  في بطولة العالم للتصارع (الرابطة العالمية للتصارع) فاز بالميدالية الذهبية ب 92 كيلو. 

## مهنة فنون القتال المختلطة

### دوري المقاتلين المحترفين (PFL)
واجه حمزتوف إدي جوردون في 5 يوليو 2018 في PFL 3 .  فاز في القتال بقرار بالإجماع.
في نوبته التالية ، واجه حمزتوف ريكس هاريس في 16 أغسطس 2018 في PFL 6 .  فاز في القتال بقرار بالإجماع.

### بطولة القتال النهائي (UFC)
وقع حمزتوف على اتفاق من أربع جولات مع UFC في يوليو. 
قام حمزتوف بأول ظهور ترويجي له ضد Klidson Abreu في 9 نوفمبر 2019 في UFC على ESPN + 21 .  فاز في القتال عن طريق قرار الانقسام. 
كان من المقرر أن يواجه جامزاتوف Ovince Saint Preux في 25 أبريل 2020 .  ومع ذلك ، اضطر حمزتوف للانسحاب من الحدث بسبب تقييد سفر وباء COVID-19  تم إعادة جدولة المباراة في 22 أغسطس 2020 في UFC Fight Night 175 . 

## البطولات والإنجازات

### التصارع
- بطولة أبو ظبي للتصارع
  - الفائز بالبطولة 3x.
- الرابطة العالمية للتصارع
  - بطل العالم (92 كلغ).

### الفنون القتالية المختلطة
- الاتحاد العالمي لفنون القتال المختلطة
  - بطل أوروبا 2013 (93 كلغ).
  - بطل العالم 2013 (93 كلغ).

## روابط خارجية
- سجل الفنون القتالية المختلطة المهني لـ شامل حمزتوف على شيردوغ